# 高山市中山公園野球場
高山市中山公園野球場（たかやましなかやまこうえんやきゅうじょう）は、岐阜県高山市にある野球場。総合運動公園の中山公園にある施設である。

## 概要
- 硬式公認野球場であり、高校野球、大学野球、社会人野球などアマチュア野球が行われている。
- JABA高山市長旗争奪飛騨高山大会の会場の1つである。ただし、中日ドラゴンズによる主催ゲームは行われていない。また、2000年から2016年頃まで全国高等学校野球選手権岐阜大会の2回戦にて使用されていた。
- 申し込みは利用日の2か月前の1日より可能。インターネットのほか、飛騨高山ビッグアリーナで直接申し込みができる。
- 公式には10000人収容可能球場だが、外野席は芝であるうえに狭いため、実際はその半分にも満たない。
- 令和7年度から外野の人工芝化などの、大規模な整備計画が発表されている。供用開始は令和9年度中を予定している[1]。

## 施設概要
- 両翼：92m、中堅：120m
- 内野：土、外野：天然芝
- 収容人員：10,000人 （メインスタンド800人、外野席9,200人）
- 照明設備あり

## 交通
公共交通機関
- JR高山本線高山駅より徒歩20分。
- のらマイカー北線「中山中学校口」バス停下車。

自動車
- 国道41号「下岡本町南」交差点を西。約0.5km。